# Kurt Thyboe
Kurt Thyboe (ofte stavet Thybo, født 24. januar 1940, død 3. november 2021) var en dansk forfatter, journalist og sportskommentator.
Efter at have stået i lære ved Aalborg Stiftstidende kom han til BT og blev siden chefredaktør på Ugens Rapport (1971-1981). Dengang var bladet et af de to mest solgte i Danmark. For mange danskere var han mest kendt som boksekommentator. Han dækkede flere af Muhammad Alis kampe og lærte ham at kende gennem sit hverv som reporter.
Kurt Thyboe har skrevet flere tekster til sangeren Peter Belli, heriblandt oversættelser af Phil Collins' "In the Air Tonight" ("Menneskejagten"), Elvis Presleys "In the Ghetto" ("I en storby") samt "No Charge" ("Ingen regning", oprindeligt skrevet af Harlan Howard).
Den 26. august 2010 blev det offentliggjort, at Kurt Thyboe skulle deltage i TV2's underholdningsprogram Vild med Dans. Han røg dog ud allerede i det andet program.
I marts 2010 udgav han singlen "Storyteller" sammen med Claus Høxbroe. Nummeret er produceret og arrangeret af Adam Ashtiani og Stik op Jakob, samt gæstemusikene Miloud Sabri, trompet, og Carsten Bentzen, sang.
I 2011 udsendte Kurt Thyboe albummet Thyboe vs. Thyboe med egne tekster og musik komponeret af Mani Spinx.
Kurt Thyboe døde den 3. november 2021 efter kort tids sygdom.